# Évora de Alcobaça
Évora de Alcobaça é uma povoação portuguesa sede da Freguesia de Évora de Alcobaça do Município de Alcobaça, freguesia com 42,42 km² de área e 4141 habitantes (censo de 2021), tendo, por isso, uma densidade populacional de 97,6 hab./km².
A localidade-sede foi vila e sede de concelho entre 1332 e o início do século XIX. O concelho era constituído apenas pela freguesia da sede e tinha em 1801 1427 habitantes.

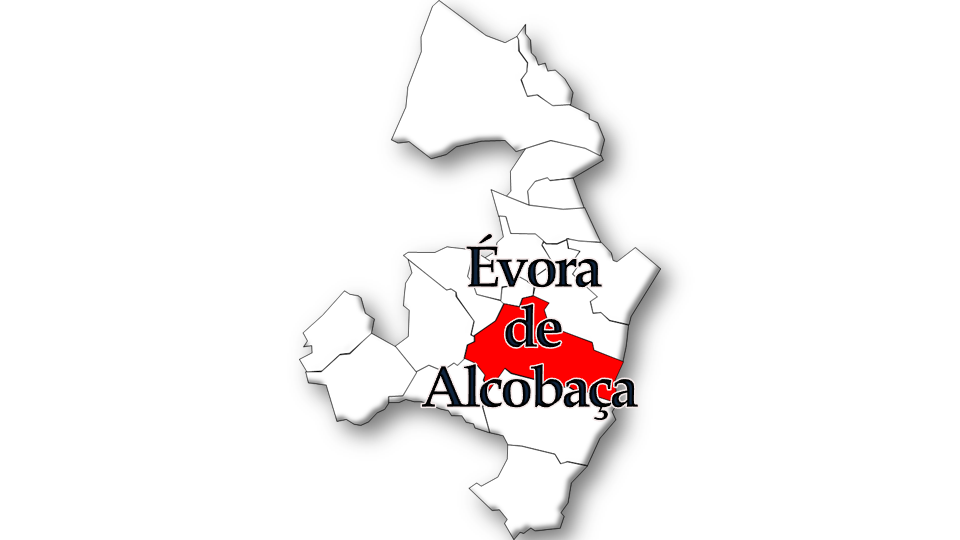
Localização da Freguesia no Município de Alcobaça

## Demografia
A população registada nos censos foi:
| Distribuição da População por Grupos Etários | Distribuição da População por Grupos Etários | Distribuição da População por Grupos Etários | Distribuição da População por Grupos Etários | Distribuição da População por Grupos Etários |
| -------------------------------------------- | -------------------------------------------- | -------------------------------------------- | -------------------------------------------- | -------------------------------------------- |
| Ano                                          | 0-14 Anos                                    | 15-24 Anos                                   | 25-64 Anos                                   | > 65 Anos                                    |
| 2001                                         | 828                                          | 682                                          | 2514                                         | 764                                          |
| 2011                                         | 626                                          | 496                                          | 2433                                         | 930                                          |
| 2021                                         | 444                                          | 446                                          | 2158                                         | 1093                                         |

## Lugares da Freguesia
- Acipreste
- Alto Azul
- Areeiro
- Bacharela
- Baldio
- Boisias
- Cabeço Deus
- Cabeço dos Carris
- Capuchos
- Carris
- Casal da Amada
- Casal da Charneca
- Casal da Costa
- Casal da Ortiga
- Casal do Abegão
- Casal do Pereiro
- Casal Pinheiro
- Casal Vicentes
- Cortiçada
- Covas de Mendalvo
- Cruz das Mós
- Eiras
- Eiras Velhas
- Figueiras do Entrudo
- Fonte Quente
- Fonte Santa
- Fragosas
- Mendalvo
- Mendalvo Cima
- Moleanos
- Ninho D`Águia
- Pinheiro da Velha
- Pisoeiro
- Poço da Relva
- Portela do Pereiro
- Portela Nova
- Quinta da Caçapa
- Ribeira da Maceira
- Ribeiro do Carrasqueiro
- Seixeira
- Sete Lenços
- Telheiras
- Vale Conqueiro
- Vale das Ripas
- Vales
- Zambujal

## Toponímia
Talvez devido ao facto de ser uma freguesia de que historicamente menos se conhece, Évora de Alcobaça, conhecem-se várias versões em relação à sua origem. Uma versão diz-nos que a origem de "Évora de Alcobaça" advém dos “Eburon”, povo que viveu na Península Ibérica, ou nos povos árabes, que no século VIII demandaram o que é atualmente território português.
Outra versão, diz que Évora é corrupção de “evra” (erva), que o Cardeal D. Henrique mandava buscar à povoação para os seus cavalos.
Uma terceira versão, conta-nos que a povoação já existia, sob o domínio romano, com o nome de Eburóbriga. Esta talvez seja a versão que mais se aproxima da verdade.

## História
O passado de Évora de Alcobaça estará sempre ligado à Ordem de Cister, cujos abades fundaram o Mosteiro de Alcobaça, exercendo a partir daí jurisdição sob uma vasta área em seu redor. Esta freguesia era uma das muitas que faziam parte dos Coutos de Alcobaça, pelo que, durante muito tempo, foi conhecida como "Évora Couto".
Évora recebeu foral de Abade D. Martinho em 1332, renovado por D. Manuel I em 1 de outubro de 1514.
Os frades da Ordem de Cister viriam a desenvolver, extraordinariamente, toda a área de que eram donatários. Assim, a freguesia teve, nesta altura, uma Misericórdia e uma Companhia de Ordenanças, com o capitão e as respectivas autoridades de justiça. O pelourinho que aí existia e que simbolizava essa mesma justiça foi retirado em 1875, por vontade da população. Encontra-se hoje no Museu do Carmo, em Lisboa.

## Património
- Igreja Matriz ou de São Tiago
- Capela do Senhor dos Passos ou da Misericórdia